# Бецберг (Ааргау)
Боцберг (нім. Bözberg AG) — громада  в Швейцарії в кантоні Ааргау, округ Бругг.

## Географія
Громада розташована на відстані близько 80 км на північний схід від Берна, 14 км на північний схід від Аарау.
Боцберг має площу 15,5 км², з яких на 6,9% дозволяється будівництво (житлове та будівництво доріг), 53,7% використовуються в сільськогосподарських цілях, 39,3% зайнято лісами, 0,1% не є продуктивними (річки, льодовики або гори).

## Демографія
2019 року в громаді мешкало 1645 осіб (+9,4% порівняно з 2010 роком), іноземців було 11,6%. Густота населення становила 106 осіб/км².
За віковим діапазоном населення розподілялося таким чином: 18,4% — особи молодші 20 років, 60,3% — особи у віці 20—64 років, 21,3% — особи у віці 65 років та старші. Було 720 помешкань (у середньому 2,3 особи в помешканні).
Із загальної кількості 301 працюючого 108 було зайнятих в первинному секторі, 28 — в обробній промисловості, 165 — в галузі послуг.